# Agostino Bostani
Agostino Bostani (* 29. November 1876 in Dair-al-Qamat, Libanon; † 30. Oktober 1957) war Bischof der  Maronitischen Kirche von Sidon im Libanon.

## Leben
Agostino Bostani wurde am 23. April 1899 zum Priester geweiht. Am 23. Februar 1919 wurde er zum Bischof von Sidon ernannt und vom Patriarchen der Maronitischen Kirche, Elias Hoyek, am 2. März 1919 zum Bischof geweiht. Er bekleidete über 38 Jahre das Bischofsamt und starb am 30. Oktober 1957 im 80. Lebensjahr.